# Однажды в Шеки
«Однажды в Шеки» (англ. Once Upon a Time in Sheki or The Game), — кинофильм в жанре комедия, приключение, action, был снят режиссёром Орхан Байрамовом в 2017 году. Фильм был произведен компаниями «Leaf Telecommunication Film Production»
В главных ролях: Бахруз Вагифоглы (заслуженный артист), Вюсал Хаджи Кадир, Серкан Генч, Айсен Батыгюн, Эрай Тюрк, Эльшан Рустамов (заслуженный артист), Первиз Мамедрзаев (народный артист), Эбдюльгани Алиев, Ярослав Трифонов, Фаиг Мирзаев, Ширзад Пиралляхи, Парвин Абиева.

## Сюжет
Николай, человек русской мафии Юрия, предал его, украв карту знаменитого алмаза «Сердце Востока», сбежал в Стамбул. Юрий отправляет своих людей в Стамбул вслед за Николаем. В стамбульском лесу «Кузей» начинается драка между людьми Юрия и Николаем. По совпадению карта попадает в руки трех турок-кочевников — Дарьи, Тайфуна и Седата. Они идут к азербайджанскому профессору, живущему в Стамбуле, чтобы узнать, что изображено на этой карте. Согласно карте, знаменитый алмаз «Сердце Востока» хранится в Шеки, одном из древних городов Азербайджана. Получив эту информацию, турки отправились в Шеки. Вслед за турками в Шеки приезжают представители русской мафии Юрий и азербайджанский мафиози Рустам со своими людьми. И все события вращаются вокруг поиска этого знаменитого бриллианта «Сердце Востока».

## Съёмочная группа
Режиссёр: Орхан Байрамов  

Сценарист: Эрен Азак, Орхан Байрамов 

Оператор: Фаршид Али-заде

Художник: Заур Абдуллаев

Гример: Лариса Иванова

Композитор: Ровшан Аскер-заде, Рузбех Парандех

Монтажёры звука: Онур Паласаллар

Продюсер: Эрдоган Япрак, Руфат Алыев

Линейный продюсер: Рамиз Нагыев, Элсевар Мехди-заде, Наби Рафигоглу

Помощник режиссёра: Ариф Исмайылов, Вугар Наджафов

Второй помощник: Амал Гейдар-заде

Помощник оператора по наводке на фокус: Давуд Аббаси

Первый помощник оператора: Рахим Туфан

Второй ассистент: Мехрдад Микаел-заде

Координатор спецэффектов: Азим Мохаммади

Режиссёры монтажа: Орхан Байрамов 

Звукооператор (дополнительные сцены): Джейхун Асланлы

## В ролях
Бахруз Вагифоглы (заслуженный артист) — Фуад
Вюсал Хаджи Кадир — Мага
Серкан Генч — Тайфун
Айсен Батыгюн — Даря
Эрай Тюрк — Садат
Эльшан Рустамов (заслуженный артист) — Иззат
Парвиз Мамедрзаев (народный артист) — Рустам
Эбдюльгани Алиев — Исрафил
Ярослав Трифонов — Андрей
Ширзад Пиралляхи — Рашид
Намиг Джавадов — Фаиг
Гюлшан Гусейнли — Нигар
Вюсал Муртузалиев — Фарид
Фаиг Мирзаев — Юри
Парвин Абиева — Кемале
Рагиб Ахундов — Dmitri
Джамила Тагы-заде — Наджиба
Руслан Азимбеков — Николай
Играр Саламов — Пастух
Акиф Юсифов — Дядя Тофик
Хайал Салаев — Гасан
Вюсал Халигоглу — Полиция 1
Ровшан Маммадли — Полиция 2
Ханлар Гашим-заде — Профессор
Парвиз Исмаилов — Человек Рустама
Орхан Байрамов — Спецназ

## Релиз на фильм
Впервые фильм был показан 29 март 2017 года в Баку в сети кинотеатров CinemaPlus.

## Съемка
Фильм снимался в Шеки, Баку и Стамбуле.